# 壷関県
壷関県（こかん-けん）は中華人民共和国山西省長治市に位置する県。

## 歴史
秦代に現在の長治県南東部に設置される。南北朝時代、北魏により現在の県域南東部に遷された。607年（大業3年）に隋朝により廃止されたが、621年（武徳4年）に唐朝により再設置され、貞観年間には県治が現在地に遷された。

## 行政区画
- 鎮:竜泉鎮、百尺鎮、店上鎮、晋荘鎮、樹掌鎮、大峡谷鎮、集店鎮
- 郷:黄山郷、東井嶺郷、石坡郷